# Фамотидин
Фамотидин — синтетичний препарат, що є похідним гуанідину та належить до групи блокаторів H2-гістамінових рецепторів ІІІ покоління, для перорального та парентерального застосування. Фамотидин розроблений японською компанією Yamanouchi Pharmaceutical Co. на початку 80-х років ХХ століття та вперше представлений для клінічного використання у 1981 році.

## Фармакологічні властивості
Фамотидин — синтетичний препарат, що є похідним гуанідину та належить до групи блокаторів H2-гістамінових рецепторів ІІІ покоління. Механізм дії препарату полягає у пригніченні секреції шлункового соку, що пов'язано з блокадою рецепторів гістаміну ІІ типу, які розміщені у слизовій оболонці стінки шлунку. Фамотидин пригнічує секрецію соляної кислоти парієтальними клітинами слизової оболонки шлунку; у тому числі як спонтанну (базальну), так і стимульовану їжею, гістаміном, гастрином, пентагастрином, кофеїном, інсуліном та ацетилхоліном, переважно за рахунок зниження базальної та нічної секреції соляної кислоти. Фамотидин також пригнічує активність ферменту шлункового соку пепсину. Циметидин, як і інші H2-гістаміноблокатори, сприяє активації кровообігу у слизовій оболонці шлунку, підвищує секрецію бікарбонатів, сприяє відновленню клітин епітелію слизової оболонки шлунку та збільшує синтез простагландинів у слизовій оболонці шлунку. Фамотидин також сприяє зниженню зовнішньосекреторної активності підшлункової залози шляхом зниження виділення гормонів панкреозиміну та секретину на фоні зниження кислотності шлунку при застосуванні фамотидину, а також знижує активність рецепторів гістаміну в тілі підшлункової залози. Окрім цього, при панкреатитах та ураженнях шлунку, викликаних Helicobacter pylori, фамотидин пригнічує утворення активних форм кисню у нейтрофілах без впливу на фагоцитоз та хемотаксис нейтрофілів, а також посилює активність одного із антиоксидазних ферментів — супероксиддисмутази і зменшує агрегацію тромбоцитів. На відміну від H1-гістаміноблокаторів, фамотидин не має адренергічної активності, антихолінергічної активності, не має місцевоанестезуючої активності не має седативного ефекту, оскільки погано проникає через гематоенцефалічний бар'єр. Фамотидин не пригнічує активності алкогольдегідрогенази, тому, на відміну від циметидину та ранітидину, може застосовуватися у хворих хронічним алкоголізмом. Фамотидин не пригнічує мікросомальні ферменти печінки, не впливає на метаболізм інших лікарських препаратів та не має значущої взаємодії з іншими лікарськими препаратами. На відміну від циметидину, фамотидин не викликає збільшення рівня пролактину в крові, практично не має антиандрогенної дії, і при його застосуванні вкрай рідко спостерігається виникнення імпотенції та гінекомастії. Проводяться дослідження по можливості використання фамотидину при резистентних до традиційної терапії форм шизофренії.

### Фармакокінетика
Фамотидин швидко всмоктується при прийомі всередину, але біодоступність препарату складає лише 40—45% при пероральному застосуванні. Максимальна концентрація циметидину досягається протягом 1—3 годин після перорального прийому препарату, при внутрішньовенному введенні досягається протягом 30—60 хвилин, дія препарату триває до 10—12 годин. Препарат погано (до 15—20%)зв'язується з білками плазми крові. Фамотидин погано проникає у більшість органів та тканин організму, та погано проникає через гематоенцефалічний бар'єр. Фамотидин проникає через плацентарний бар'єр та виділяється в грудне молоко. Препарат частково метаболізується у печінці з утворенням неактивних метаболітів. Виводиться циметидин із організму переважно із сечею в незміненому вигляді, частково у вигляді неактивних метаболітів. Період напіввиведення препарату складає 2,5—3 години, цей час може збільшуватися при важкій нирковій недостатності до 20 годин.

## Показання до застосування
Фамотидин застосовується при виразковій хворобі шлунку та дванадцятипалої кишки, синдромі Золлінгера-Еллісона, шлунково-кишковій кровотечі та станах, при яких спостерігається підвищена кислотість (гастрит, дуоденіт, гастоезофагеальна рефлюксна хвороба), для профілактики синдрому Мендельсона, а також панкреатиті.

## Побічна дія
Фамотидин у порівнянні з іншими блокаторами H2-гістамінових рецепторів рідше спричиняє побічні реакції у зв'язку із низькою ліпофільністю препарату та поганою проникністю у тканини організму. Загальна частота побічних ефектів при застосуванні фамотидину складає 1,3%. При застосуванні фамотидину спостерігаються наступні побічні ефекти:
- Алергічні реакції — рідко висипання на шкірі, кропив'янка, набряк Квінке, алергічний кон'юнктивіт, бронхоспазм, гарячка.[2][5]
- З боку травної системи — рідко (0,03—0,4%) діарея або запор, нудота, блювання, сухість у роті, холестатична жовтяниця.[2][3][12]
- З боку нервової системи — рідко (0,05—0,1%) головний біль, головокружіння, сонливість, загальна слабість, депресія, парестезії, шум у вухах, дезорієнтація[2][3][9],вкрай рідко галюцинації, судоми, психоз.[12]
- З боку серцево-судинної системи — вкрай рідко (частіше в осіб похилого віку та в осіб, що мають порушення серцевої діяльності) — аритмії, брадикардія, атріовентрикулярна блокада, посилення симптомів серцевої недостатності та стенокардії, при внутрішньовенному введенні — артеріальна гіпотензія.[3][12]
- Інші побічні ефекти — вкрай рідко гінекомастія, імпотенція, інтерстиціальний нефрит, міалгії.[2][12]
- Зміни в лабораторних аналізах — рідко спостерігаються гемолітична анемія, нейтропенія, гранулоцитопенія, підвищення активності амінотрансфераз в крові.[2][3]
- Місцеві реакції — нечасто при внутрішньовенному введенні — подразнення в місці ін'єкції.[2][5]

При різкій відміні фамотидину спостерігається синдром відміни препарату, який проявляється загостренням виразкової хвороби з імовірним розвитком перфоративної виразки шлунку або дванадцятипалої кишки.

## Протипокази
Протипоказами до застосування фамотидину є підвищена чутливість до препарату, виражені порушення функції печінки та нирок, вагітність та годування грудьми. Фамотидин застосовується у дітей віком від 14 років.

## Форми випуску
Фамотидин випускається у вигляді таблеток по 0,01; 0,02 та 0,04 г; порошку для ін'єкцій у флаконах по 0,02 г та розчину для внутрішньовенних інфузій по 20 мг фамотидину на 50 мл розчину у флаконі.